# Diospyros nigra
Diospyros nigra é uma espécie de caqui. Os nomes comuns incluem fruta-pudim-de-chocolate, sapote-preto, sapota-preta, sapote-negro, maçã preta; em espanhol zapote prieto ou zapote negro. A árvore frutífera tropical é nativa do México, América Central e Colômbia. O nome comum sapote refere-se a qualquer fruta comestível macia. O sapote-preto não está relacionado ao sapote-branco nem ao sapote-mamey. O gênero Diospyros possui inúmeras outras espécies de árvores frutíferas, além dos caquis e sapotas-pretas.

## Etimologia
A etimologia de Diospyros é "fruta divina". Deriva das palavras gregas "dios" e "pyron". Existem vários significados, incluindo "pêra de Deus", "trigo de Zeus" e "fogo de Jove".

## Descrição
As árvores maduras podem crescer até mais de 25 metros de altura, são perenes e sensíveis ao frio, mas podem tolerar geadas leves. As folhas são elíptico-oblongas, afiladas em ambas as extremidades, verde-escuras e brilhantes variando entre 10 a 30 cm. Algumas árvores carregam apenas flores masculinas e enquanto outras tem flores masculinas e femininas, embora algumas delas sejam auto-incompatíveis. A frutificação leva cerca de 3 a 4 anos a partir da semente e as árvores são pesadas.

## Fruto

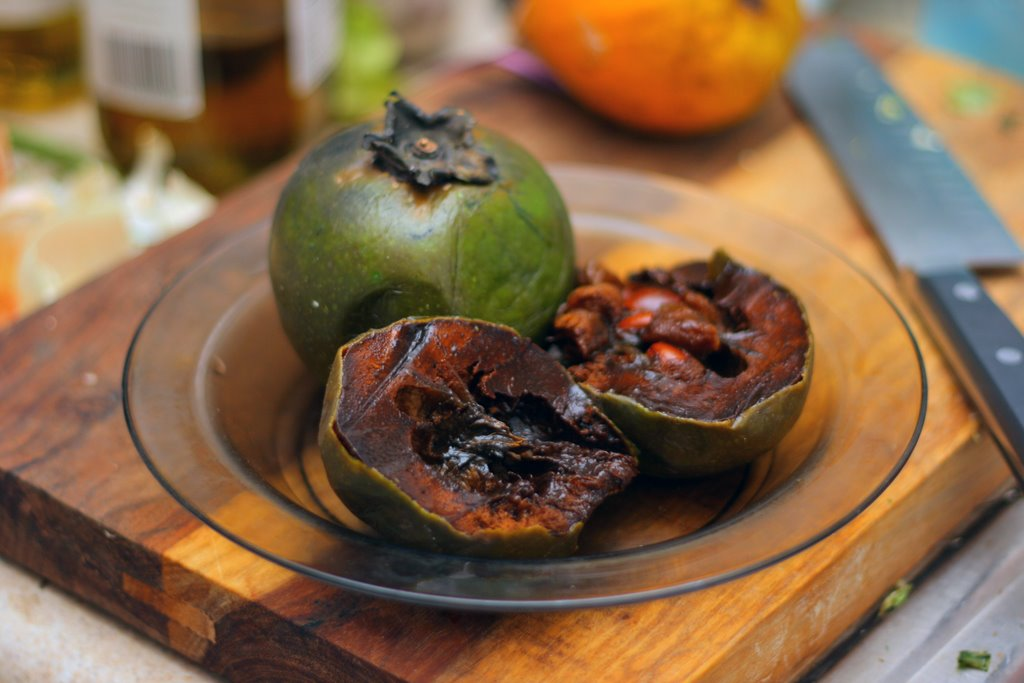
Frutos maduros

O fruto é semelhante ao tomate e mede 5 a 10 cm de diâmetro, com uma pele não comestível que muda de azeitona para um verde-amarelo profundo quando maduro e uma polpa que é branca e não comestível quando verde, mas assume um sabor, cor e textura muitas vezes comparados ao pudim de chocolate quando maduro. Os frutos geralmente contêm sementes, até um máximo de 12. A textura foi comparada à de um mamão. Boning descreve o fruto maduro como tendo "o sabor e a consistência do pudim de chocolate".
Frutos verdes são adstringentes, cáusticos, amargos, irritantes e têm sido usados como veneno de peixe nas Filipinas.

## Saúde
O Sapote Preto é uma ótima fonte de vitaminas, fibras e potássio. Em apenas 1 xícara de sapote prete há 142 calorias, 2,6 g de proteína, 0,8 g de gordura, 34 g de carboidratos, 360 mg de potássio, 22 mg de vitamina C e 420 UI de vitamina A. O alto teor de vitamina C permite que ela funcione como um reforço imunológico. O Sapote Preto tem mais de três vezes a quantidade de Vitamina C que uma laranja.
Há pouca preocupação em usar pesticidas na árvore porque ela não tem pragas de insetos.
A fruta quando verde é muito amarga e cáustica e pode ser usada como veneno normalmente para peixes, as Filipinas também usam as folhas do sapote preto como um cataplasma de bolhas. Em Yucatán, a decoção das folhas pode ser usada como adstringente e tomada internamente como febrífugo. Elas também podem ser usados contra hanseníase, micose e outras condições de pele com coceira.

## Propagação
A propagação é geralmente a partir de sementes, que podem manter a viabilidade por vários meses e requerem cerca de 30 dias para germinar, No entanto, algumas árvores não têm sementes e podem ser propagadas por camadas de ar ou brotação de escudos.

## Cultivo
Os sapotes-negros são normalmente encontradas abaixo de 600 metros, mas não são exigentes quanto ao solo e podem tolerar geadas leves. São sensíveis à seca, exigindo irrigação em áreas secas, mas são bastante tolerantes a inundações. A árvore cresce bem devagar nos primeiros 3 a 4 anos, talvez apenas 30 centímetros por ano nos primeiros dois anos. Mais tarde, porém, cresce muito mais rapidamente. As árvores devem estar espaçadas de 10 a 12 m.
Requisitos de cultivo: luz solar total, cresce melhor na maioria dos solos bem drenados (à base de areia e calcário) e solos com pH alto (5,5-7,0), sensíveis à seca, mas tolerantes a inundações, árvores maduras podem tolerar temperaturas de 28-30 graus e árvores jovens podem ser mortas em temperaturas de 23 graus, e requerem espaçamento de cerca de 32–39 pés
A polinização ocorre por insetos, mas algumas variedades são auto-incompatíveis, o que significa que requerem polinização cruzada.

## Cultivares
A variação de tamanho da árvore e a pilosidade das folhas; tamanho, forma, sementes, cor da polpa e doçura da fruta; e o tempo de frutificação sugerem que existe considerável variabilidade genética. As seleções foram feitas e propagadas nas Filipinas, Austrália e Flórida, EUA.
Existem cultivares sem sementes, como 'Cuevas'.

### Cultivares australianos
'Bernicker' (também 'Bernecker') é um produtor prolífico de frutas quase esféricas, médias a grandes, com poucas sementes e de qualidade superior.
'Mossman' tem frutos muito grandes, redondos, de sabor médio, com alto teor de polpa e poucas sementes, podendo produzir até 450 kg por árvore.
'Maher' tem frutos muito grandes e achatados, de boa a muito boa qualidade, com poucas sementes. É conhecida exclusivamente entre as cultivares por ser uma árvore pequena, mas prolífica (até 4 metros).
'Ricks Late' originou-se em NSW Austrália e produz colheitas pesadas e tardias com excelente qualidade.
'Superb' é uma seleção de North Queensland que produz grandes quantidades de frutas pequenas de excelente qualidade que podem ser completamente sem sementes se não forem polinizadas cruzadas.
'Cocktail' é descrito como tendo um sabor excelente.

### Cultivares da Flórida
'Mérida' (também 'Reineke' ou 'Reinecke') recebe o nome da origem de sua semente. Ela produz 70 kg ou mais de frutas muito doces, de tamanho pequeno a médio, de muito boa qualidade, com 5 a 10 sementes, começando 6 a 8 semanas antes de outras variedades (novembro na Flórida).

### Cultivadores filipinos
'Manilla' e 'Valesca' possuem poucas sementes.